# Bombus lapponicus
Bombus lapponicus — вид перетинчастокрилих комах, що поширений на півночі Європи.

## Філогенія
На основі відмінностей в послідовностях гену мітохондріальної 16S рДНК встановлено, що B. lapponicus та B. monticola почали дивергувати приблизно 3 мільйони років тому.

## Таксономія
До 1979 року, вид Bombus lapponicus (Fabricius) об'єднував два підвиди: Bombus lapponicus lapponicus (з жовтою, чорною та червоною перев'язкою) та Bombus lapponicus scandinavicus Frise (з чорною і червоною перев'язкою). Нині більшість дослідників вважають, що підвид B. l. scandinavicus є окремим видом — B. monticola. Причинами віднесення B. l. scandinavicus до таксономічного рангу виду є морфологічні відмінності та відмінності маркувальних феромонів.

### Маркувальні феромони
Головною відмінністю між Bombus lapponicus та B. monticola є основний компонент маркувальних феромонів, адже ця відмінність формує поведінковий бар'єр між популяціями цих видів, тобто унеможливлює схрещування між цими видами. Основним компонентом маркувальних феромонів в Bombus lapponicus є (S)-транс-Геранілцитронеллол (англ. (S)-trans-Geranylcitronellol), тоді як в Bombus monticola — гексадек-цис-9-іл ацетат (англ. Hexadec-cis-9-yl acetate). Варто зазначити, що самці деяких видів джмелів, зокрема Bombus lapponicus та B. monticola, перед спарюванням здійснюють певні дії: патрулювальні польоти та маркування різних предметів маркувальними феромонами. Маркувальні феромони у них виробляються цефальною частиною лабіальної залози.

### Морфологічні відмінності
Морфологічні відмінності між Bombus lapponicus та B. monticola стосуються розмірів ротового апарату, положення вічок, геніталій самців. Наличник сильніше і щільніше пунктований, ніж в інших видів роду Pyrobombus.

## Ареал
Ареал Bombus lapponicus охоплює територію Фінляндії, Норвегії, Російської Федерації (північ Європейської частини Росії), Швеції.

## Оселище
Bombus lapponicus є полілектом. Цей вид зустрічається в бореальних лісах та тундрі.